# Vere Ponsonby
Pour les articles homonymes, voir Ponsonby.
Vere Brabazon Ponsonby, né le 27 octobre 1880, à Londres et mort le 10 mars 1956, 9e comte de Bessborough (en), est un homme d'État britannique, quatorzième gouverneur général du Canada, de 1931 à 1935.

## Biographie
Fils de Edward Ponsonby, 8e comte de Bessborough, et petit-fils de John Josiah Guest, il épouse Roberte de Neuflize, fille du baron Jean de Neuflize. Ils sont les parents de Frederick Ponsonby (10e comte de Bessborough).

## Famille
Il épouse Roberte de Neuflize le 25 juin 1912. Ensemble, ils ont quatre enfants:
- Frederick (29 mars 1913-5 décembre 1993),
- Desmond (4 août 1915 - 8 avril 1925), n'a pas vécu au-delà de 10 ans, mourant le 8 avril 1925 d'un accident d'équitation,
- Moyra (2 mars 1918 - 4 décembre 2016),
- George (14 août 1931 - 16 mai 1951), né au Canada et ayant reçu le deuxième prénom St. Lawrence (après le fleuve), meurt également avant son père le 16 mai 1951.

## Distinctions

### Décorations
- Chevalier Grand-Croix de l'Ordre très distingué de Saint Michel et Saint George
- Chevalier de justice de l'Ordre très vénérable de Saint-Jean
- Étoile 1914-15
- Médaille de guerre britannique
- Médaille de la victoire
- Médaille du jubilé d'argent du roi George V
- Médaille du couronnement du roi George VI
- Croix de Chevalier , Légion d'honneur
- Membre de troisième classe avec épées de l' ordre de Sainte-Anne
- Officier de l'Ordre du Rédempteur
- Membre de l' Ordre de Saint-Maurice et Saint-Lazare
- Membre de l'Ordre de Léopold II
- Médaille de la Reconnaissance française